# Cristian Parano
Cristian Agustín Parano Rasguido (Aguilares, Tucumán, Argentina; 16 de agosto de 1999) es un futbolista argentino. Juega de centrocampista y su equipo actual es el Sacramento Republic Football Club de la USL Championship de Estados Unidos.

## Trayectoria
Como juvenil a los nueve años, Parano jugó en una filial del Barcelona en Buenos Aires antes de entrar a la academia de Boca Juniors en 2010. Cuatro años después se cambió a River Plate.
En 2017 llegó al San Martín y debutó profesionalmente el 4 de mayo de 2018 contra Vélez Sarsfield por la Primera División.
El 31 de enero de 2019 fichó por el San Antonio FC de la USL estadounidense, luego de una exitosa prueba. Anotó su primer gol profesional el 21 de junio al Fresno FC.
El 10 de agosto de 2019 anotó dos goles al Reno 1868 de visita. Al término de la temporada 2019 de la USL, el tucumano fue nombrado mejor jugador joven del año.

## Estadísticas

### Clubes
Actualizado de acuerdo al último partido jugado el 2 de agosto de 2025.
| Club                                     | Div.          | Temporada     | Liga  | Liga  | Liga   | Copas nacionales | Copas nacionales | Copas nacionales | Torneos internacionales | Torneos internacionales | Torneos internacionales | Total | Total | Total  |
| Club                                     | Div.          | Temporada     | Part. | Goles | Asist. | Part.            | Goles            | Asist.           | Part.                   | Goles                   | Asist.                  | Part. | Goles | Asist. |
| ---------------------------------------- | ------------- | ------------- | ----- | ----- | ------ | ---------------- | ---------------- | ---------------- | ----------------------- | ----------------------- | ----------------------- | ----- | ----- | ------ |
| San Martín (SJ) Argentina                | 1.ª           | 2018-19       | 1     | 0     | 0      | —                | —                | —                | —                       | —                       | —                       | 1     | 0     | 0      |
| San Martín (SJ) Argentina                | Total club    | Total club    | 1     | 0     | 0      | 0                | 0                | 0                | 0                       | 0                       | 0                       | 1     | 0     | 0      |
| San Antonio F. C. Estados Unidos         | 2.ª           | 2019          | 32    | 7     | 6      | 1                | 0                | 0                | —                       | —                       | —                       | 33    | 7     | 6      |
| San Antonio F. C. Estados Unidos         | 2.ª           | 2020          | 15    | 4     | 4      | —                | —                | —                | —                       | —                       | —                       | 15    | 4     | 4      |
| PAE Chania · Grecia                      | 2.ª           | 2021-22       | 16    | 1     | 2      | —                | —                | —                | —                       | —                       | —                       | 16    | 1     | 2      |
| PAE Chania · Grecia                      | Total club    | Total club    | 16    | 1     | 2      | 0                | 0                | 0                | 0                       | 0                       | 0                       | 16    | 1     | 2      |
| San Antonio F. C. Estados Unidos         | 2.ª           | 2022          | 13    | 1     | 3      | —                | —                | —                | —                       | —                       | —                       | 13    | 1     | 3      |
| San Antonio F. C. Estados Unidos         | 2.ª           | 2023          | 11    | 2     | 0      | 1                | 0                | 0                | —                       | —                       | —                       | 12    | 2     | 0      |
| San Antonio F. C. Estados Unidos         | Total club    | Total club    | 71    | 14    | 13     | 2                | 0                | 0                | 0                       | 0                       | 0                       | 73    | 14    | 13     |
| Sacramento Republic F. C. Estados Unidos | 2.ª           | 2023          | 10    | 0     | 1      | —                | —                | —                | —                       | —                       | —                       | 10    | 0     | 1      |
| Sacramento Republic F. C. Estados Unidos | 2.ª           | 2024          | 27    | 2     | 3      | 2                | 0                | 1                | —                       | —                       | —                       | 29    | 2     | 4      |
| Sacramento Republic F. C. Estados Unidos | 2.ª           | 2025          | 16    | 4     | 0      | 5                | 1                | 0                | —                       | —                       | —                       | 21    | 5     | 0      |
| Sacramento Republic F. C. Estados Unidos | Total club    | Total club    | 53    | 6     | 4      | 7                | 1                | 1                | 0                       | 0                       | 0                       | 60    | 7     | 5      |
| Total carrera                            | Total carrera | Total carrera | 141   | 22    | 19     | 9                | 1                | 1                | 0                       | 0                       | 0                       | 150   | 22    | 20     |
| 1. 2.                                    |               |               |       |       |        |                  |                  |                  |                         |                         |                         |       |       |        |

## Palmarés

### Torneos nacionales
| Título           | Club              | País           | Año  |
| ---------------- | ----------------- | -------------- | ---- |
| USL Championship | San Antonio F. C. | Estados Unidos | 2022 |

### Distinciones individuales
| Distinción                           | Año  |
| ------------------------------------ | ---- |
| Jugador joven de la USL Championship | 2019 |